# Скобло Тамара Семенівна
Скобло Тамара Семенівна (нар. 12 листопада 1935 — пом. 2 грудня 2021) - академік Інженерної академії України, лауреат Державної премії України в галузі науки і техніки, лауреат Премії Ради Міністрів СРСР, доктор технічних наук, професор кафедри технологічних систем ремонтного виробництва Харківського національного технічного університету сільського господарства імені Петра Василенка.

## Біографія
Тамара Семенівна народилася 12 листопада 1935 року в м. Маріуполі, Донецької області
Після закінчення школи у 1953 році вступила до Маріупольського металургійного інституту, де навчалася до 1958 року.
Протягом 1958—1960 років працювала лаборантом металознавства в Українському науково-дослідному інституті металів.
Протягом 1961—1967 років працювала молодшим науковим співробітником лабораторії металознавства в Українському науково-дослідному інституті металів.
Протягом 1965—1973 років працювала старшим науковим співробітником лабораторії металознавства.
У 1967 році захистила кандидатську дисертацію «Дослідження і розробка нових сплавів для прокатних валків» у Ростовському інституті сільськогосподарського машинобудування.
Протягом 1968—1984 років працювала старшим науковим співробітником лабораторії термічної обробки металів відділу прокатних валків в Українському науково-дослідному інституті металів.
У 1969 році Тамарі Семенівні присвоєно вчене звання старшого наукового співробітника за спеціальністю «Металознавство і термічна обробка металів».
Протягом 1973—1982 років працювала старшим науковим співробітником відділу прокатних валків.
У 1980 році привоєно вчене звання «Почесний працівник Українського науково-дослідного інституту металів»
У 1982 році Тамара Семенівна член спеціалізованої Ради з захисту кандидатських і докторських дисертацій при Харківському автомобільно-дорожному університеті. Захистила докторську дисертацію «Теоретичні основи розробки і впровадження ефективних високо-вуглецевих сплавів прокатних вадків і способів їх обробки» у ЦНП чермет ім. І. П. Бардіна (Москва).
Протягом 1982—1985 років працювала завідувачем лабораторії термообробки прокатних валків.
У 1985 році працювала завідувачем лабораторії термічної обробки металів в Українському науково-дослідному інституті металів, присвоєно звання «Почесний ветеран праці Українського науково-дослідного інституту металів», удостоєна звання дауреата премії Ради міністрів СРСР за розробку і впровадження технології виробництва нових типів прокатних валків високої експлуатаційної стійкості.
Протягом 1985—1988 років працювала завідувачем відділу прокатних валків в Українському науково-дослідному інституті металів.
У 1988 році перейшла на роботу в Харківський інститут механізації та електрифікації сільського господарства на кафедру ремонту машин.
З 1989 року Тамара Семенівна працює професором кафедри ремонту машин Харківського національного технічного університету сільського господарства імені Петра Василенка.
У червні 1990 року Тамарі Семенівні присуджено звання професора по кафедрі ремонту машин.
У 1994 році присвоєне звання лауреата Державної премії України за розробку високоякісних борошномельних вальців.
Протягом 1994—1995 років нові розробки відмічені «Діамантовою зіркою» Міжнародного інституту маркетингу.
У листопаді 1997 року Тамара Семенівна обрана членом-кореспондентом Інженерної академії України.
У травні 1999 року була обрана академіком Інженерної академії України.
У 2019 році член редакційної ради інформаційно-аналітичного міжнародного журналу «Промисловість в фокусі» (м. Харків); член редакційної колегії наукового журналу «Технічний сервіс агропромислового, лісового та транспортного комплексів» (м. Харків); член редакційної ради журналу «Агротехника и энергообеспечение» (Орловський університет РФ); член редакційної раду журналу «Проблеми трибології» (Україна, м. Хмельницький).
У 2020 році продовжує свою трудову діяльність на кафедрі Технологічних систем ремонтного виробництва імені О. І. Сідашенка» Харківського національного технічного університету сільського господарства імені Петра Василенка.
2 грудня 2021 року на 87 році пішла із життя.

## Праці
Скобло Тамара Семенівна є автором понад 600 публікацій як в Україні, так і в іноземних виданнях, 200 наукових робіт, 7 монографій, довідники, підручники. Має 79 авторських свідоцтв і патентів.

## Відзнаки та нагороди
- Срібна медаль ВДНГ СРСР за досягнуті успіхи в розвитку народного господарства СРСР (1978);
- Бронзова медаль ВДНГ СРСР за успіхи в народному господарства СРСР (1983);
- Лауреат Державної премії України в галузі науки і техніки (1994);
- «Діамантова зірка» Міжнародного інституту маркетингу (1994-1995);
- Почесна грамота Міністерства освіти і науки України (2000);
- Знак «Відмінник аграрної освіти та науки» ІІ ступеня (2002);
- Орден «Княгині Ольги ІІІ ступеня» (2005);
- Почесний знак «За заслуги» (вересень 2006);
- Трудова відзнака «Знак пошани» (листопад 2006);
- Почесна відзнака Харківської обласної ради «Слобожанська слава» (листопад 2010);
- Переможець XIV конкурсу «Высшая школа Харьковщины — лучшие имена» (серпень 2012);
- Почесна грамота ХНТУСГ за високий професіоналізм, значні досягнення в галузі науки, вагомий внесок у вирішення науково-технічних і соціально-економічних проблем Харківської області та з нагоди 85-річчя від дня заснування закладу (2015);
- Подяка Харківської обласної Ради за вагомий особистий внесок у соціально-економічний розвиток регіону, високий професіоналізм, відданість справі та з нагоди річниці утворення ННІ ТС ХНТУСГ (2016);
- Почесна грамота ВАТ «Харків-Автозапчастина» за багаторічну педагогічну діяльність та вагомий внесок по підготовці висококваліфікованих працівників для технічних служб підприємств України, та з нагоди 25-річчя ННІ ТС ХНТУСГ (2016);
- Грамота ХНТУСГ за підготовку та зразкове проведення ІІ етапу Всеукраїнської студентської олімпіади 2017/2018 навчального року з фахової компетентності (дисципліни) «Ремонт машин» (2017-2018 рр.);
- Довічна державна стипендія видатним діячам науки, які досягли сімдесятирічного віку (Указ Президента України П. Порошенка № 137/2018 від 19 травня 2018 р.) (2018);
- Почесна грамота ХНТУСГ за сумлінну працю, високий професіоналізм, підготовку висококваліфікованих наукових спеціалістів та вагомий особистий внесок у розвиток освіти і науки України, м. Харків (2019);
- Диплом І ступеня за перше місце у Всеармійському конкурсі «Кращий винахід року 2019» за наукову розробку «Спосіб контролю якості поршневих кілець, зміцненими плівковими покриттями». Номінація «Бронетанкова техніка та озброєння» (2019);
- Диплом ІІ ступеня за друге місце у Всеармійському конкурсі «Кращий винахід року 2019 р» за наукову розробку «Спосіб одержання детонаційної шихти з алмазною фракцією». Номінація «Утилізація надлишкових озброєнь, військової техніки, боєприпасів та ракет» (2019).